# Finały NBA 1996
Finały NBA w 1996  rozegrano w dniach 5-16 czerwca 1996 roku. Spotkali się w nich mistrzowie Konferencji Wschodniej – Chicago Bulls oraz  Konferencji Zachodniej – Seattle Supersonics.
W drodze do finału Bulls pokonali kolejno: Miami Heat 3-0, New York Knicks 4-1 i w finale Konferencji Orlando Magic 4-0. Natomiast Supersonics zwyciężyli: Sacramento Kings 3-1, Houston Rockets 4-0 i Utah Jazz 4-3.
Mecze rozgrywano w formule 2-3-2. Przewagę własnej hali miała drużyna Bulls.

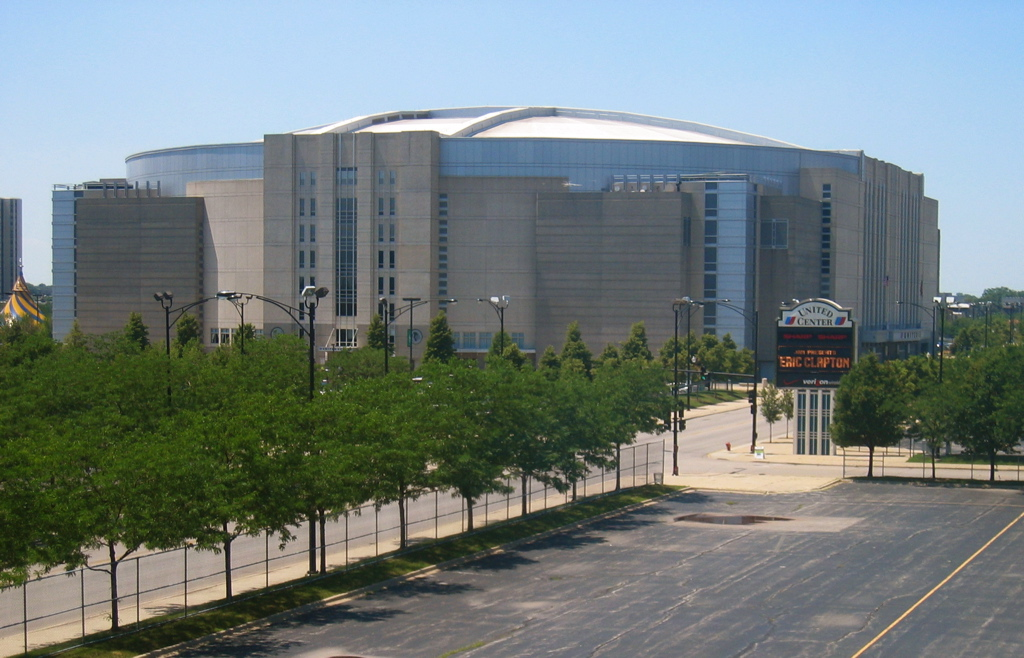
Hala United Center w Chicago

Tytuł mistrza NBA, po raz czwarty w historii, zdobyła drużyna Chicago Bulls, zwyciężając Seattle Supersonics 4-2 i kontynuując tym samym kilkuletnią dominację w lidze (6 tytułów w ciągu 8 lat).
Tytuł MVP Finałów zdobył po raz czwarty w swojej karierze Michael Jordan, zdobywając przeciętnie w meczu 27,3 pkt., 4,2 ast. i 5,3 zb.

## Mecz 1
| 5 czerwca 1996 | statystyki | Chicago Bulls 107 – 90 Seattle Supersonics                   | Chicago Bulls 107 – 90 Seattle Supersonics | Chicago Bulls 107 – 90 Seattle Supersonics              |  | United Center, Chicago |
| 5 czerwca 1996 | statystyki | Rezultaty w kwartach: 24-18, 29-30, 26-29, 28-13             |                                            |                                                         |  | United Center, Chicago |
| 5 czerwca 1996 | statystyki | Pkt: Michael Jordan 28 Zb: Dennis Rodman 13 As: Ron Harper 7 |                                            | Pkt: Shawn Kemp 32 Zb: Gary Payton 10 As: Gary Payton 6 |  | United Center, Chicago |
| 5 czerwca 1996 | statystyki | Chicago Bulls prowadzi w serii 1-0                           |                                            |                                                         |  | United Center, Chicago |

## Mecz 2
| 7 czerwca 1996 | statystyki | Chicago Bulls 92 – 87 Seattle Supersonics                        | Chicago Bulls 92 – 87 Seattle Supersonics | Chicago Bulls 92 – 87 Seattle Supersonics                   |  | United Center, Chicago |
| 7 czerwca 1996 | statystyki | Rezultaty w kwartach: 23-27, 23-18, 30-20, 16-23                 |                                           |                                                             |  | United Center, Chicago |
| 7 czerwca 1996 | statystyki | Pkt: Michael Jordan 29 Zb: Dennis Rodman 20 As: Michael Jordan 8 |                                           | Pkt: Shawn Kemp 29 Zb: Shawn Kemp 13 As: Payton, Schrempf 3 |  | United Center, Chicago |
| 7 czerwca 1996 | statystyki | Chicago Bulls prowadzi w serii 2-0                               |                                           |                                                             |  | United Center, Chicago |

## Mecz 3
| 9 czerwca 1996 | statystyki | Seattle Supersonics 86 – 108 Chicago Bulls                         | Seattle Supersonics 86 – 108 Chicago Bulls | Seattle Supersonics 86 – 108 Chicago Bulls                       |  | Key Arena, Seattle |
| 9 czerwca 1996 | statystyki | Rezultaty w kwartach: 16-34, 22-28, 23-13, 25-33                   |                                            |                                                                  |  | Key Arena, Seattle |
| 9 czerwca 1996 | statystyki | Pkt: Detlef Schrempf 20 Zb: Payton, Brickowski 7 As: Gary Payton 9 |                                            | Pkt: Michael Jordan 36 Zb: Dennis Rodman 10 As: Scottie Pippen 9 |  | Key Arena, Seattle |
| 9 czerwca 1996 | statystyki | Chicago Bulls prowadzi w serii 3-0                                 |                                            |                                                                  |  | Key Arena, Seattle |

## Mecz 4
| 12 czerwca 1996 | statystyki | Seattle Supersonics 107 – 86 Chicago Bulls              | Seattle Supersonics 107 – 86 Chicago Bulls | Seattle Supersonics 107 – 86 Chicago Bulls                       |  | Key Arena, Seattle |
| 12 czerwca 1996 | statystyki | Rezultaty w kwartach: 25-21, 28-11, 31-31, 23-23        |                                            |                                                                  |  | Key Arena, Seattle |
| 12 czerwca 1996 | statystyki | Pkt: Shawn Kemp 25 Zb: Shawn Kemp 11 As: Gary Payton 11 |                                            | Pkt: Michael Jordan 23 Zb: Dennis Rodman 14 As: Scottie Pippen 8 |  | Key Arena, Seattle |
| 12 czerwca 1996 | statystyki | Chicago Bulls prowadzi w serii 3-1                      |                                            |                                                                  |  | Key Arena, Seattle |

## Mecz 5
| 14 czerwca 1996 | statystyki | Seattle Supersonics 89 – 78 Chicago Bulls               | Seattle Supersonics 89 – 78 Chicago Bulls | Seattle Supersonics 89 – 78 Chicago Bulls                        |  | Key Arena, Seattle |
| 14 czerwca 1996 | statystyki | Rezultaty w kwartach: 18-18, 25-24, 19-18, 27-18        |                                           |                                                                  |  | Key Arena, Seattle |
| 14 czerwca 1996 | statystyki | Pkt: Gary Payton 23 Zb: Shawn Kemp 10 As: Gary Payton 6 |                                           | Pkt: Michael Jordan 26 Zb: Dennis Rodman 12 As: Scottie Pippen 5 |  | Key Arena, Seattle |
| 14 czerwca 1996 | statystyki | Chicago Bulls prowadzi w serii 3-2                      |                                           |                                                                  |  | Key Arena, Seattle |

## Mecz 6
| 16 czerwca 1996 | statystyki | Chicago Bulls 87 – 75 Seattle Supersonics                        | Chicago Bulls 87 – 75 Seattle Supersonics | Chicago Bulls 87 – 75 Seattle Supersonics                   |  | United Center, Chicago |
| 16 czerwca 1996 | statystyki | Rezultaty w kwartach: 24-18, 21-20, 22-20, 20-17                 |                                           |                                                             |  | United Center, Chicago |
| 16 czerwca 1996 | statystyki | Pkt: Michael Jordan 22 Zb: Dennis Rodman 19 As: Michael Jordan 7 |                                           | Pkt: Detlef Schrempf 23 Zb: Shawn Kemp 14 As: Gary Payton 7 |  | United Center, Chicago |
| 16 czerwca 1996 | statystyki | Chicago Bulls wygrało serię 4-2                                  |                                           |                                                             |  | United Center, Chicago |